# Triplemanía XXIX
Triplemanía XXIX fue la vigésima novena edición del Triplemanía, el evento pague-por-ver de lucha libre profesional producido por la empresa mexicana Lucha Libre AAA Worldwide. Tuvo lugar el 14 de agosto de 2021 en la Arena Ciudad de México. El evento también marcó el regreso de los aficionados en vivo, lo que marca una de las primeras veces que AAA permitió esto durante la pandemia de COVID-19.
Esta fue la décima edición consecutiva del evento en ser realizada en la Arena Ciudad de México desde la edición de 2012, y la decimosexta en realizarse en la Ciudad de México.
El evento se destacó el debut en AAA de los exluchadores del Consejo Mundial de Lucha Libre, la Nueva Generación Dinamita (El Cuatrero, Forastero & Sansón), quienes atacaron al Mr. Iguana después de su victoria en la lucha por la Copa Triplemanía "Bardahl" y se unieron con La Empresa, y el miembro del Salón de la Fama de la WWE Ric Flair, quien acompañó a Andrade al ring durante su combate contra Kenny Omega. 
El evento contó con la presencia de los luchadores de All Elite Wrestling (AEW): Kenny Omega, Brian Cage, Andrade, Fénix y Pentagón Jr. y de Impact Wrestling (IW): Deonna Purrazzo.

## Producción
Triplemanía XXIX es considerado el evento insignia de Lucha Libre AAA Worldwide, y que continúa la tradición anual (proveniente desde 1992) de la empresa mexicana en efectuar un evento en el verano.
Debido a su legado, este evento ha sido descrito como un equivalente de WrestleMania en México en cuanto a su alcance en la lucha libre profesional.

## Argumento

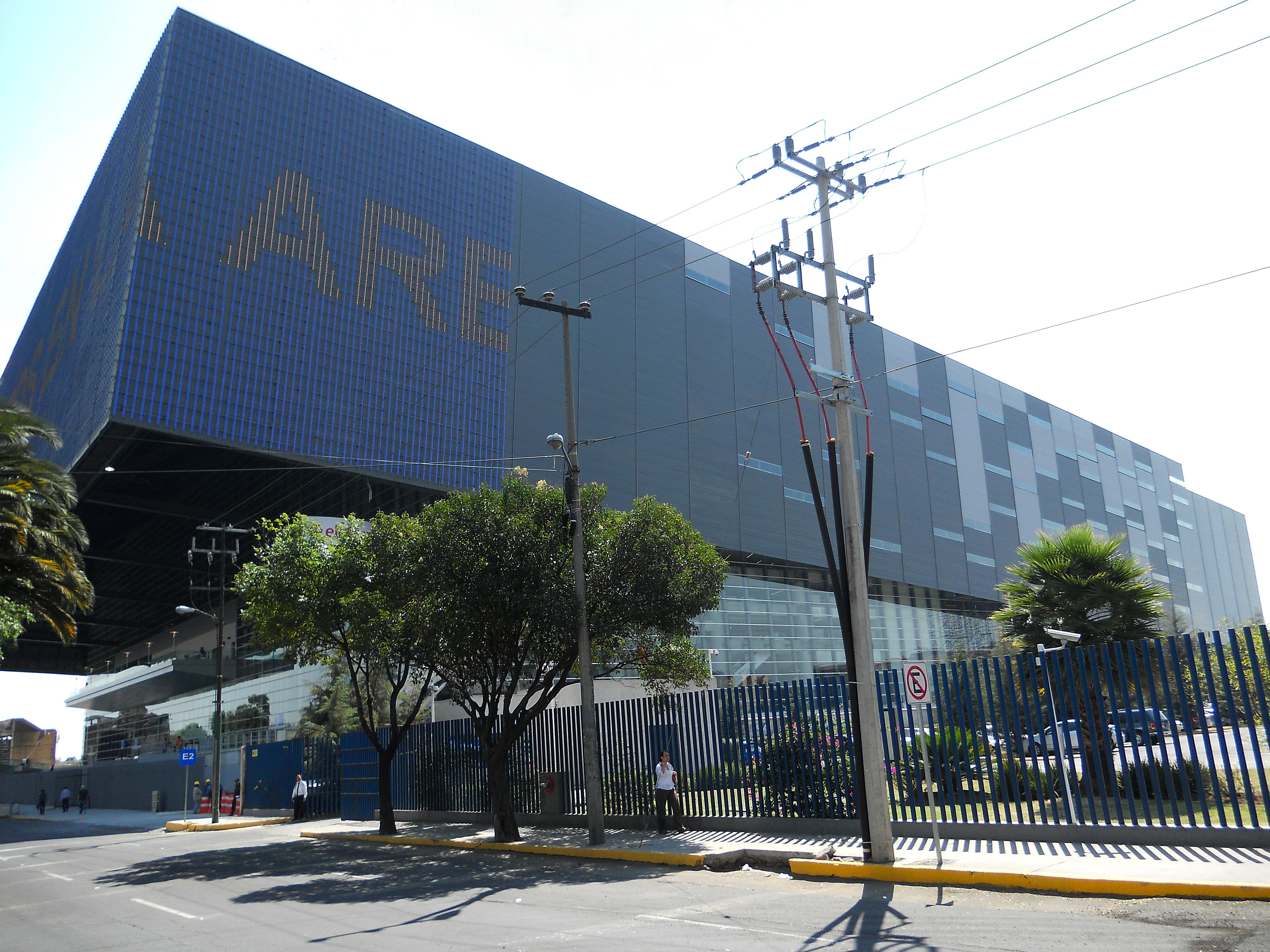
Afueras de Arena Ciudad de México donde se realizará en agosto.

La lucha libre mexicana está conformada por los favoritos del público, los técnicos y sus contrapartes, los rudos quienes actúan como héroes y villanos.
El 1 de mayo de 2021 en Rey de Reyes, el exluchador de la WWE Andrade hizo su debut en AAA, desafiando al Megacampeón de AAA Kenny Omega a una pelea por el título en Triplemanía XXIX. El combate se hizo oficial después de que Omega aceptó el desafío durante una conferencia de prensa el 18 de mayo.
En Rey de Reyes, Faby Apache ganó su lucha ante sus 6 oponentes por el vacante Campeonato Reina de Reinas de AAA. Después del combate, Apache se enfrentó a la Campeona de Knockouts de Impact Deonna Purrazzo, quien desafió a Apache a un combate en Triplemanía XXIX. La lucha por los dos títulos se hizo oficial durante una conferencia de prensa el 18 de mayo.

## Resultados
En paréntesis se indica el tiempo de cada combate:
- Team Leyenda Americana (Leyenda Americana, Estrella Cósmica y Aracno) derrotaron a Team Terror Púrpura (Terror Púrpura, Venenoide y Picadura Letal) (12:33).[2]
  - Leyenda Americana cubrió a Terror Púrpura después de un «630º Senton».
  - Esta fue una lucha de exhibición de Marvel Lucha Libre Edition.
- Mr. Iguana ganó la Copa Triplemanía Bardahl (18:35).
  - Mr. Iguana eliminó finalmente a Carta Brava Jr. ganando la lucha.
  - Los otros participantes fueron: Myzteziz Jr., Carta Brava Jr., Aramis, Tito Santana, Drago, Niño Hamburguesa, Pimpinela Escarlata, Villano III Jr., Mamba y Argentis.
  - Después de la lucha, Nueva Generación Dinamita (El Cuatrero, Forastero & Sansón) atacaron a Mr. Iguana, Aramis y Octagon Jr., pero fueron detenidos por El Nuevo Poder del Norte (Carta Brava Jr., Mocho Cota Jr & Tito Santana) y La Empresa (DMT Azul, Puma King & Sam Adonis)
- La Campeona de Knockouts de Impact Deonna Purrazzo (con Lady Maravilla) derrotó a Faby Apache (con Lady Shani) y ganó el Campeonato Reina de Reinas de AAA (9:53).[3]
  - Purrazzo forzó a Apache a rendirse con un «Bridging Fujiwara Armbar» hasta dejándola inconsciente.
  - Durante la lucha, Maravilla interfirió a favor de Purrazzo, mientras que Shani interfirió a favor de Apache.
  - Durante la lucha, el árbitro Hijo del Tirantes interfirió en contra de Apache.
  - Después de la lucha, Apache y Purazzo se atacaron, al igual que Shani y Maravilla.
  - Después de lo sucedido, Apache ataca al árbitro Hijo del Tirantes.
  - Ambos campeonatos estuvieron en juego.
- Lucha Brothers (Fénix & Pentagón Jr.) derrotaron a  Los Jinetes del Aire (El Hijo del Vikingo & Laredo Kid) y Taurus & Brian Cage y retuvieron el Campeonato Mundial en Parejas de AAA (14:29).[4]
  - Pentagón Jr. cubrió a El Hijo del Vikingo después de un «Fear Factor».
- La Empresa (DMT Azul, Puma King & Sam Adonis) derrotaron a Chessman, Murder Clown y Pagano (10:41).
  - King cubrió a Chessman después de un «Powerbomb».
- Kenny Omega (con Konnan) derrotó a Andrade El Ídolo (con Ric Flair) y retuvo el Megacampeonato de AAA (24:22).[5]
  - Omega cubrió a Andrade después de un «One Winged Angel».
  - Durante la lucha, Konnan interfirió a favor de Omega, mientras que Flair interfirió a favor de Andrade.[6]
  - El Campeonato Mundial de AEW de Omega no estuvo en juego.
- Psycho Clown (con Goya Kong) derrotó a Rey Escorpión (con La Hiedra & Taurus) en una Lucha de Máscara vs. Cabellera (23:35).[7]
  - Clown cubrió a Escorpión con un «Roll-Up».
  - Como resultado, Escorpión tuvo que perder su cabellera.